# Diócesis de Dallas
La diócesis de Dallas (en latín: Dioecesis Dallasensis y en inglés: Roman Catholic Diocese of Dallas) es una circunscripción eclesiástica de la Iglesia católica en Estados Unidos. Se trata de una diócesis latina, sufragánea de la arquidiócesis de San Antonio. Desde el 13 de diciembre de 2016 su obispo es Edward James Burns.

## Territorio y organización
La diócesis tiene 19 475 km² y extiende su jurisdicción sobre los fieles católicos de rito latino residentes en el estado de Texas en los 9 condados de: Collin, Dallas, Ellis, Fannin, Grayson, Hunt, Kaufman, Navarro y Rockwall.
La sede de la diócesis se encuentra en la ciudad de Dallas, en donde se halla la Catedral Santuario de Guadalupe.
En 2021 en la diócesis existían 69 parroquias.

## Historia
La diócesis de Dallas fue erigida el 15 de julio de 1890 con la bula Romani Pontifices del papa León XIII, tomando su territorio de la diócesis de Galveston (hoy arquidiócesis de Galveston-Houston).
Se expandió en 1891 incorporando territorios del vicariato apostólico de Arizona (hoy diócesis de Tucson), lo mismo que en 1892 cuando incorporó el condado de El Paso.
El 3 de marzo de 1914 cedió una porción de su territorio para la erección de la diócesis de El Paso.
El 3 de agosto de 1926 cedió una porción de su territorio para la erección de la diócesis de Amarillo mediante la bula Pastoris aeterni del papa Pío XI.
El 15 de noviembre de 1947 cedió otra porción de su territorio para la erección de la diócesis de Austin mediante la bula Ad animarum bonum del papa Pío XII.
El 20 de octubre de 1953, en virtud del decreto Urbs vulgo de la Congregación para los Obispos, la iglesia de San Patricio de Fort Worth fue elevada al rango de concatedral y la diócesis asumió el nombre de diócesis de Dallas-Fort Worth.
El 16 de octubre de 1961 cedió otra porción de su territorio para la erección de la diócesis de San Ángelo mediante la bula Qui Dei consilio del papa Juan XXIII.
El 9 de agosto de 1969 la diócesis se escindió dando origen a la diócesis de Fort Worth y a la actual diócesis, que al mismo tiempo asumió su nombre actual, mediante la bula Quoniam homines del papa Pablo VI.
El 12 de diciembre de 1986 cedió otra porción de territorio para la erección de la diócesis de Tyler mediante la bula Ex quo divino del papa Juan Pablo II.
La diócesis se vio envuelta en el escándalo de abuso sexual que involucró a ocho monaguillos, abusados durante once años por el sacerdote diocesano Rudolph Kos, quien fue suspendido de todos sus cargos en 1992 y posteriormente condenado a cadena perpetua. Una de las víctimas se suicidó. Se había ordenado a la diócesis pagar $ 119 millones de dólares, pero esa cantidad habría llevado a la bancarrota; en 1998 llegó a un acuerdo con las víctimas, por el que se destinaron 23 millones de dólares, obtenidos gracias a la venta de propiedades diocesanas.

## Estadísticas
Según el Anuario Pontificio 2022 la diócesis tenía a fines de 2021 un total de 1 321 189 fieles bautizados.
| Año                                                                             | Población            | Población | Población      | Sacerdotes | Sacerdotes    | Sacerdotes    | Bautizados por sacerdote | Diáconos permanentes | Religiosos | Religiosos | Parroquias |
| Año                                                                             | Bautizados católicos | Total     | % de católicos | Total      | Clero secular | Clero regular | Bautizados por sacerdote | Diáconos permanentes | Varones    | Mujeres    | Parroquias |
| ------------------------------------------------------------------------------- | -------------------- | --------- | -------------- | ---------- | ------------- | ------------- | ------------------------ | -------------------- | ---------- | ---------- | ---------- |
| 1950                                                                            | 67 069               | 2 800 000 | 2.4            | 155        | 81            | 74            | 432                      |                      | 37         | 555        | 139        |
| 1966                                                                            | 157 500              | 3 150 000 | 5.0            | 301        | 145           | 156           | 523                      |                      |            |            | 94         |
| 1970                                                                            | 108 986              | 2 139 900 | 5.1            | 190        | 84            | 106           | 573                      |                      | 121        | 481        | 53         |
| 1976                                                                            | 123 453              | 2 487 100 | 5.0            | 208        | 93            | 115           | 593                      | 26                   | 127        | 376        | 56         |
| 1980                                                                            | 165 483              | 2 778 656 | 6.0            | 198        | 94            | 104           | 835                      | 100                  | 104        | 355        | 61         |
| 1990                                                                            | 212 264              | 2 532 627 | 8.4            | 178        | 104           | 74            | 1192                     | 93                   | 74         | 201        | 63         |
| 1999                                                                            | 555 172              | 2 971 699 | 18.7           | 184        | 100           | 84            | 3017                     | 139                  | 6          | 158        | 65         |
| 2000                                                                            | 605 457              | 2 990 703 | 20.2           | 198        | 121           | 77            | 3057                     | 137                  | 97         | 166        | 72         |
| 2001                                                                            | 630 156              | 2 979 840 | 21.1           | 197        | 125           | 72            | 3198                     | 154                  | 81         | 153        | 65         |
| 2002                                                                            | 843 167              | 3 200 064 | 26.3           | 200        | 125           | 75            | 4215                     | 152                  | 99         | 155        | 70         |
| 2003                                                                            | 854 181              | 3 247 837 | 26.3           | 171        | 97            | 74            | 4995                     | 162                  | 83         | 146        | 67         |
| 2004                                                                            | 930 352              | 3 371 300 | 27.6           | 198        | 122           | 76            | 4698                     | 145                  | 96         | 146        | 67         |
| 2006                                                                            | 955 298              | 3 473 568 | 27.5           | 197        | 122           | 75            | 4849                     | 152                  | 98         | 127        | 67         |
| 2013                                                                            | 1 165 582            | 3 847 430 | 30.3           | 213        | 129           | 84            | 5472                     | 144                  | 101        | 104        | 74         |
| 2015                                                                            | 1 258 656            | 3 975 996 | 31.7           | 218        | 136           | 82            | 5773                     | 179                  | 94         | 94         | 74         |
| 2016                                                                            | 1 320 737            | 4 056 215 | 32.6           | 212        | 132           | 80            | 6229                     | 177                  | 93         | 91         | 74         |
| 2019                                                                            | 1 392 000            | 4 054 985 | 34.3           | 229        | 137           | 92            | 6078                     | 170                  | 113        | 95         | 69         |
| 2021                                                                            | 1 321 189            | 4 416 574 | 29.9           | 230        | 146           | 84            | 5744                     | 177                  | 108        | 66         | 69         |
| Fuente: Catholic-Hierarchy, que a su vez toma los datos del Anuario Pontificio. |                      |           |                |            |               |               |                          |                      |            |            |            |

## Episcopologio
- Thomas Francis Brennan † (9 de enero de 1891-17 de noviembre de 1892 renunció[nota 2])
- Edward Joseph Dunne † (24 de septiembre de 1893-5 de agosto de 1910 falleció)
- Joseph Patrick Lynch † (8 de junio de 1911-19 de agosto de 1954 falleció)
- Thomas Kiely Gorman † (29 de agosto de 1954 por sucesión-22 de agosto de 1969 retirado[nota 3])
- Thomas Ambrose Tschoepe † (27 de agosto de 1969-14 de julio de 1990 retirado)
- Charles Victor Grahmann † (14 de julio de 1990 por sucesión-6 de marzo de 2007 retirado)
- Kevin Joseph Farrell (6 de marzo de 2007-15 de agosto de 2016 nombrado prefecto del Dicasterio para los Laicos, la Familia y la Vida)
- Edward James Burns, desde el 13 de diciembre de 2016